# Mauritius-Eule
Die Mauritius-Eule (Otus sauzieri, Syn.: Mascarenotus sauzieri) ist eine ausgestorbene Eulenart, die auf der Insel Mauritius heimisch war. Sie ist durch subfossiles Knochenmaterial, eine Zeichnung von Paul Philippe Sanguin de Jossigny und ein Manuskript von Philibert Commerson aus dem Jahre 1770 sowie durch eine Beschreibung von Julien Desjardins aus dem Jahre 1837 bekannt geworden.

## Merkmale

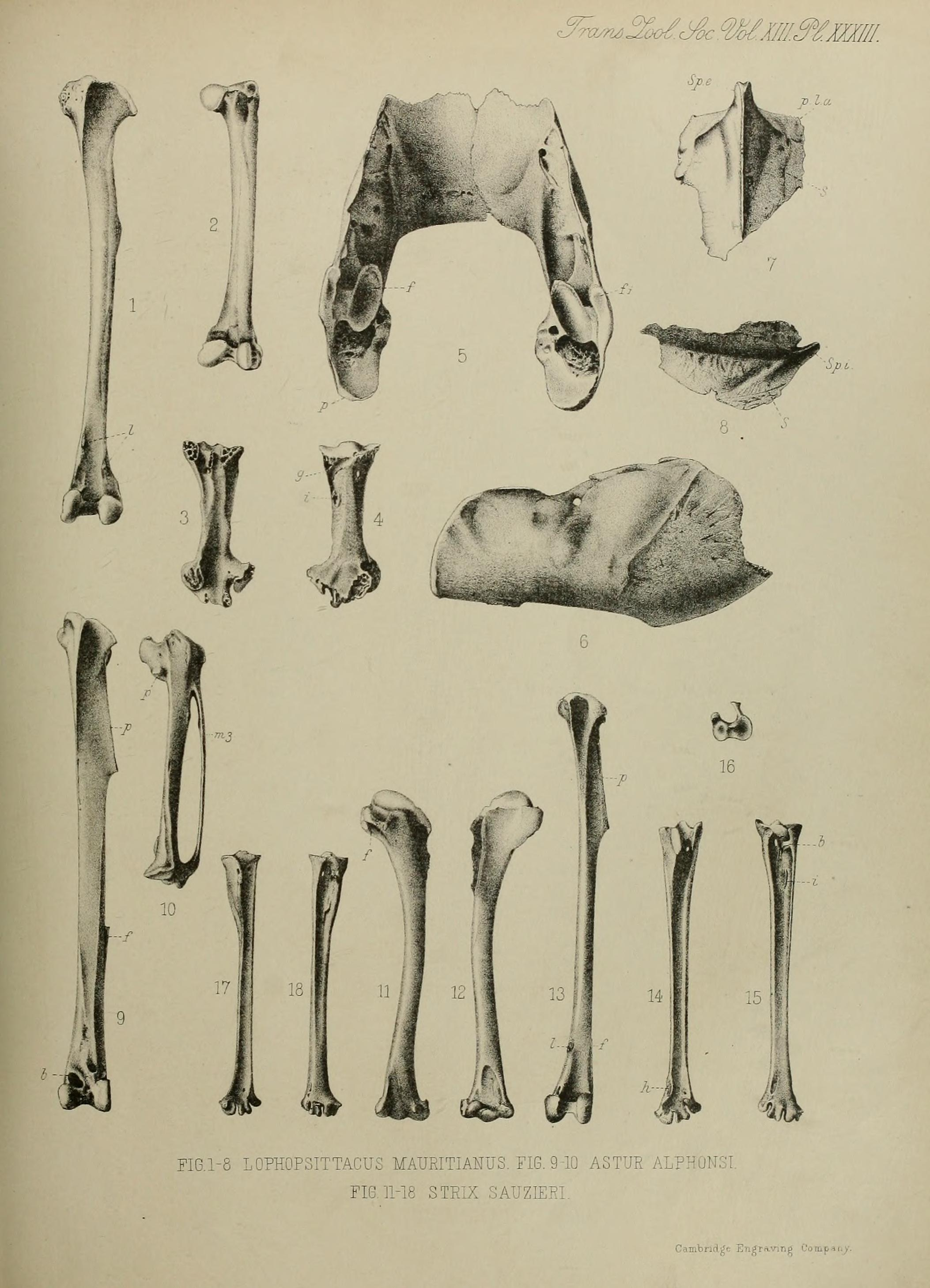
Knochen der Mauritius-Eule aus der Sammlung von Theodore Sauzier. Untere Reihe: Figuren 11 bis 18

Die Mauritius-Eule erreichte vermutlich eine Länge von 42 Zentimetern. Es war eine große, langohrige Eule mit unbefiederten Läufen. Die Oberseite war dunkelbraun, wobei die Kopf-, Nacken- und Rückenfedern rötlich gesäumt waren. Der Schwanz war rötlich-braun mit einer hellrötlichen Marmorierung. Die Flügel waren braun und hatten unregelmäßige weiße, hell beige und bräunliche Binden. Die Kehle und die Körperflanken waren weißlich. Die übrige Unterseite war dunkelbeige mit weißlichen Flecken.

## Lebensweise
Die Mauritius-Eule war der größte endemische Beutegreifer auf Mauritius. Den kräftigen Krallen nach zu urteilen ernährte sie sich vermutlich von Echsen und kleinen Vögeln.

## Aussterben
Die erste Erwähnung von Eulen auf Mauritius stammt vom niederländischen Admiral Cornelis Matelief de Jonge aus dem Jahre 1606, der bemerkte, dass Eulen auf der Insel weit verbreitet seien. Die ausführlichste Beschreibung stammt von Julien Desjardins aus dem Jahre 1837. Desjardins gab an, dass das Exemplar, welches er beschrieb, im Oktober 1836 im Bamboo Creek, einem bewaldeten Hügel, erlegt wurde. Im September 1837 wurden noch einige Exemplare nahe La Savane gesichtet. Im selben Jahr wurde das letzte bekannte Exemplar von einem Dr. Dobson vom 99. Regiment im Wald von Curipipe erlegt. Die Überjagung kombiniert mit dem Lebensraumverlust durch das Anwachsen der Tee- und Zuckerrohrplantagen führte zu einem schnellen Verschwinden dieser Eulenart. 1859 bestätigte der Naturforscher George Clark das Aussterben der Mauritius-Eule.

## Systematik
Die Mauritius-Eule wurde erstmals 1893 wissenschaftlich als Strix sauzieri von Edward Newton und Hans Friedrich Gadow auf der Basis von Knochen beschrieben, die Théodore Sauzier 1889 in der Fossillagerstätte Mare aux Songes auf Mauritius zu Tage gefördert hatte. 1896 beschrieb Émile Oustalet die Eulenart Scops commersoni auf der Basis einer Zeichnung von Paul Philippe Sanguin de Jossigny aus dem Jahre 1770. Da die Eule in der Zeichnung in natürlicher Größe porträtiert wurde, die Länge des Tarsometatarsus von Scops commersoni mit der Länge des Tarsometatarsus von Mascarenotus sauzieri übereinstimmt und sonst keine weiteren Eulenarten auf Mauritius existierten, wurde 1994 eine Synonymisierung vorgenommen, die alle zuvor beschriebenen Eulentaxa von Mauritius in eine Art zusammenfasste. 1907 erwähnte Walter Rothschild das Taxon Strix newtoni in seinem Werk Extinct Birds und stellte fest, dass zwei Eulenarten auf Mauritius existiert haben müssten, einmal Strix sauzieri, die er als grass owl bezeichnete und Strix newtoni, die er als barn owl (Schleiereule) ansah. 1953 wurden Strix sauzieri und Strix newtoni von Masauji Hachisuka als Tyto sauzieri und Tyto newtoni neukombiniert. 1971 synonymisierte Pierce Brodkorb die Taxa T. sauzieri und T. newtoni miteinander. 1987 meldete der Ornithologe Graham S. Cowles Zweifel daran an, dass die Klassifizierung in die Gattung Tyto korrekt sei und schlug dagegen eine neue Gattung für die Eulen der Maskarenen vor, die 1994 als Mascarenotus beschrieben wurde.